# ترومت
ترومّت، دیوی در اساطیر ایران در عصر باستان می‌باشد که به عنوان دیو ِ آفرینندهٔ تکبّر و گستاخی معروف است.
این دیو، همانند پریمتی از دشمنان سپندارمذ می‌باشد که سرانجام هم بدست اسپندارمذ (که خود نماد تواضع و افتادگی است)، نابود می‌شود.